# منتخب السويد لدوري الرغبي
منتخب السويد لدوري الرغبي (بالسويدية: Sveriges herrlandslag i rugby league)‏ هو ممثل السويد الرسمي في المنافسات الدولية في دوري الرغبي .

## وصلات خارجية
- الموقع الرسمي